# Холмечь
Холмечь (Холмечи) — деревня в Брасовском районе Брянской области, в составе Крупецкого сельского поселения. 
 Расположена в 7 км к северо-западу от деревни Крупец, в 6 км к юго-востоку от станции Кокоревка. Население — 36 человек (2010).

## История
Впервые упоминается в 1707 году как починок в составе Брасовского стана Севского уезда; в 1778—1782 гг. временно входила в Луганский уезд. В конце XVIII века — владение Степанова, Звягинцева, Казанкина и других помещиков; в XIX веке — Апраксиных. Состояла в приходе села Крупец (с 1779 — Холмецкий Хутор).
С 1861 года входила в состав Крупецкой волости Севского уезда, с 1924 — в Брасовской волости. 
 С 1929 года в Брасовском районе; с 1940-х гг. до 1962 года входила в Шемякинский сельсовет.
| Годы      | 1866 | 1878 | 1897 | 1926 | 1979 | 1989 | 2002 | 2010 |
| --------- | ---- | ---- | ---- | ---- | ---- | ---- | ---- | ---- |
| Население | 438  | 535  | 753  | 795  | 236  | 118  | 71   | 36   |